# クレイトン法
クレイトン法（クレイトンほう、英: Clayton Antitrust Act）とは、1914年に制定された米国の連邦法で、反トラスト法の中心的な法律のひとつである。先に制定されたシャーマン法が抽象的な内容であったため、これを具体化するために制定された。

## 概要
クレイトン法では、価格差別、抱き合わせ取引、排他取引等を禁止し、企業結合を制限している。

### 価格差別の禁止（第2条）
ある独占企業が、異なる市場において需要弾力性が異なるため、同一製品であっても市場ごとに異なる価格を設定することを、価格差別という。その製品に対する需要の価格弾力性の小さい市場においては、大きい市場におけるよりも、価格は高く設定される。このような分断された市場での価格差別は、需要側を需要の価格弾力性の異なるグループに区別することが可能であり、供給側の独占が可能であり、また裁定取引が不可能であるため、市場の競争を制限するような効果を生じることになり、禁止されている。これは、1936年のクレイトン法改正によって追加されたもので、この部分を特にロビンソン・パットマン法と呼ぶこともある。

### 抱き合わせ取引、排他取引等の禁止（第3条）
- 主たる商品に従たる商品を付加して販売することにより、従たる商品の市場でのシェアを高めるための販売を抱き合わせ取引[3]という。
- 排他的取引[4]とは、買主がその必要とする商品の全てを売主からのみ購入するという条件のもとに商品を販売する行為である。

これら取引は主たる商品の市場で大きなシェアを占める企業が従たる商品の市場での競争業者を排除するための手段であり、市場の競争を阻害することになるため、禁止されている。

### 合併の制限（第7条）
合併やそれ以外の株式等の取得による企業の買収が市場の競争を制限するような場合には、これを禁止している。たとえば、競合品を供給している企業同士が合併すると、市場の占有率が高くなるが、このような行為により市場の競争が制限される場合は、違反となる。なお、一定規模以上の合併を行うにあたっては、クレイトン法第7A条に基づいて、司法省と連邦取引委員会に事前届出をしなければならない。事前届出にあたっては、合併当事者の事業内容や合併の内容等を開示しなければならず、届出から30日間は不作為期間として、合併を取り進めることが禁じられる。また、当局は、届出の内容を審査し、必要に応じて追加情報の提供を求めるとともに、不作為期間を延長することもできる。この間、当局は問題の合併に対してチャレンジするかどうかの判断をする。なお、クレイトン法のこの部分はハート・スコット・ロディノ法と呼ばれることがある。

## 違反に対する制裁
違反に対する刑罰規定はない。

## 関連事項
- 独占
- カルテル
- 反トラスト法
- シャーマン法